# Isola di David
L'isola di David (in russo Остров Давида, ostrov Davida) è una piccola isola russa che fa parte dell'arcipelago della Terra di Francesco Giuseppe, nell'Oceano Artico.

## Geografia
L'isola, situata nella parte occidentale dell'arcipelago, si trova a 1,5 km da capo Krautera, all'imboccatura occidentale della baia Gray, che si trova nella parte sud-ovest di Zemlja Georga, o Terra del Principe Giorgio; l'isola di David ha una forma circolare con un diametro di 500 m, è pianeggiante e priva di ghiaccio.